# Sawa (Jurić)
Sawa, nazwisko świeckie Jurić (ur. 27 lutego 1942 w Chicago) – serbski biskup prawosławny.

## Życiorys
Jest Amerykaninem pochodzenia serbsko-chorwackiego.
15 lutego 1964 złożył wieczyste śluby mnisze, rok później został wyświęcony na diakona. 23 lutego 1964 został kapłanem.
W 1994 został wybrany na biskupa australijskiego i nowozelandzkiego w ramach Metropolii Nowej Gračanicy. Jego chirotonia miała miejsce 17 czerwca 1994. Od 14 maja 1999 był biskupem slawońskim. 1 listopada 2013 na własną prośbę został przeniesiony w stan spoczynku.